# Paraxerus cooperi
Paraxerus cooperi — вид гризунів родини Sciuridae, що мешкає в Камеруні та Нігерії. Її природним середовищем існування є субтропічні або тропічні вологі гірські ліси.

## Характеристики
P. cooperi досягає середньої довжини голови й тулуба приблизно від 19,2 до 21,2 сантиметрів, а довжина хвоста – приблизно від 16,1 до 20,0 сантиметрів. Вона важить близько 250 грамів. Задні лапи мають довжину приблизно від 41 до 45 міліметрів, а вуха – від 15 до 17 міліметрів. Основне забарвлення тварин від темного до чорно-коричневого, яке переходить у від оливково-зеленого до золотисто-коричневого на боках і стегнах, а також тварини мають плямистий кремово-пісочний колір. Шерсть на спині від темно-сірого до чорного біля основи, потім йде від світло-пісочного до золотистої смуги та чорний кінчик. Волоски на животі середньо-сірі біля основи та золотисто-жовті на кінчику. Забарвлення голови відповідає забарвленню спини. Вуха темно пігментовані та здебільшого лисі, з жовтими кінчиками на зовнішній стороні. Губи та щоки також золотисто-жовті. Передні лапи та верхні сторони передніх і задніх лап червонуваті, а стегна темно-червоні. Хвіст порівняно довгий, зверху зеленувато-золотистий без смуг і має золотисто-жовту смугу знизу.

## Спосіб життя
Інформація про спосіб життя білки Купера дуже обмежена; до 1967 року було відомо лише два музейні екземпляри. Її середовище проживання обмежене підліском ізольованих гірських лісів та лісовими залишками вище 1400 метрів у межах її ареалу. Ці тварини ведуть денний спосіб життя і, як і інші Paraxerus, живуть на деревах, віддаючи перевагу гілкам підліску. Про її раціон відомо небагато; однак, задокументовано споживання квітів західноафриканського масляного дерева (Pentadesma butyraceum).